# Спасівська нарада кобзарів
Спасівська нарада кобзарів —  таємний з'їзд кобзарів з всієї території України для регулювання діяльності кобзарів на період ліквідації української державності, була скликана у зв'язку з  ліквідацією Запорізької Січі. Відбулася в серпні 1775 року. 
Споконвічним центром Кобзарства традиційно була Запорізька Січ, де діяла школа кобзарства. В 1775 році російські війська за наказом Катерини II підступно знищили Запорізьку січ. Після цього відомий кобзар Гнат Рогозянський скликав таємний з'їзд кобзарів. На цій нараді були визначені орієнтири кобзарства (українського співоцтва) на «час темних віків». Під темними віками кобзарі мали на увазі час відсутності української державності який супроводжувався репресіями головним чином зі сторони російського уряду. В тому числі відбувалися репресії проти української культури. Наприклад вже з самого початку 18 століття активізувалися репресії російського уряду проти використання української мови. Кобзарі розуміли і передчували що після  ліквідації Запорізької Січі і загалом Гетьманщини (яка станом на 1775 рік існувала лише формально і остаточно ліквідована в 1783 році) ці репресії значно посиляться, так і відбулося . 
Під час цієї наради були створені правила діяльності кобзарства, в нових історичних умовах. Створено чітку а подекуди навіть жорстку внутрішню структуру і субординацію. Чітко розмежовано кобзарство, з прохачами милостині. Були написані таємні Устиянські книги що містили знання кобзарів з різних сфер життя, про те основу їх складала інформація щодо української народної творчості, в тому числі записи літературних творів різних жанрів. Хоча важливою їх складовою були правила діяльності Кобзарства. Точний вміст цих книг тримався в суворій таємниці. На жаль велика конспірація згодом призвела до втрати їх вмісту. Хоча скоріш всього значна частина вмісту цих книг увійшла до української народної творчості. 
Ця нарада унормувала діяльність традиційного кобзарства аж до його фактичного занепаду в 1930-1940х роках. Хоча є свідчення що схожа нарада кобзарів була проведена в 1861 році. Традиційне кобзарство занепало, про те воно зробило великий внесок у розвиток української народної творчості і української культури загалом. Та і традиційне Кобзарство знайшло своє продовження в сучасних його формах, про те воно перестало бути закритою організацією із чіткою структурою. Сучасне Кобзарство це сукупність майстрів гри на кобзі.